# 阿尔巴尼港
阿尔巴尼港坐落于西澳大利亚州南岸的乔治王湾，临近阿尔巴尼市。一条宽145米、最浅水深12米的疏浚航道将其与乔治王湾相连。港区占地80公顷，港口设施有4个泊未。该港可容纳满载吃水达11.7米的巴拿马型船舶。该港有两艘系柱拖力为45吨的拖船。港区有铁路直达Mirambeena工业区。阿尔巴尼港始建于1827年，曾是西澳大利亚唯一的港口，直到1897年弗里曼特尔港启用。
1. ↑  . www.unece.org. UNECE.   [8 October 2020]. （原始内容存档于2020-01-10）.